# Prinzessinnen Schutzprogramm
Prinzessinnen Schutzprogramm (Originaltitel: Princess Protection Program) ist ein Disney Channel Original Movie aus dem Jahr 2009. Die Deutschlandpremiere fand auf dem Disney Channel am 29. Mai 2009 statt, in Amerika feierte der Film ebenfalls auf dem Disney Channel am 26. Juni Premiere.

## Handlung
Als es in ihrem Land zu politischen Unruhen kommt, und ein böser Diktator die Macht ergreift, wird Prinzessin „Rosalinda Maria Montoya Fiore Princesa de Costa Luna“ durch das Prinzessinnen Schutzprogramm gerettet und von Major Mason nach Louisiana, ins sichere Exil geleitet. Dort muss sie sich als Teenager ausgeben. Sie bekommt den Decknamen Rosie Gonzales und wird in Masons Haus im Zimmer seiner Tochter Carter einquartiert. Carter, die Rosie beibringen soll, sich wie ein gewöhnlicher Teenager zu verhalten, kann sich zunächst nicht mit ihr anfreunden, bis sie von Rosie erfährt, was sie alles durchmachen musste. Rosie versucht zwar sich anzupassen um ihre sehr elegante, gewandte und dabei lässig überlegene Art zu kaschieren, fällt aber durch ihre gediegene Etikette, ihr würdevolles Gebaren und ihre Mehrsprachigkeit rasch auch dem Schulpersonal auf. Die anderen Jugendlichen finden sie aber recht sympathisch und so wird sie schnell beliebt.
Als die Wahl der diesjährigen Homecoming-Königin naht, versuchen die Mitschülerinnen Chelsea und Brooke, die beide nach der Krone streben, Rosie von der Kandidatur abzuhalten, da diese durch ihre Gediegenheit und ihre Beliebtheit eine ernstzunehmende Konkurrentin wäre. Sie manipulieren die Wahl und versuchen sie zu verballhornen und lächerlich zu machen. Um sie zur Aufgabe ihrer Kandidatur zu zwingen, drohen sie damit, ihre wahre Identität zu offenbaren, die sie zufällig erfahren haben. Rosie erfährt aus der Presse, dass der Putschist General Magnus Kane ihre Mutter heiraten will. Deshalb will sie umgehend nach Costa Luna zurückkehren um die Hochzeit (deren Ankündigung nur fingiert wurde, um sie zurückzulocken) zu vereiteln. Carter kann sie aber überreden, noch bis zum Ausgang des Balls zu verweilen und die diesjährige Wahl der Königin abzuwarten. Derweilen wird die ebenfalls ins Finale gewählte Carter von Rosie davon überzeugt, dass es nicht auf Pomp, sondern innere Werte ankomme, und es zu den wichtigsten Tugenden einer Prinzessin gehöre, anderen Menschen mit Wohlwollen zu begegnen.
General Magnus Kane erfährt den genauen Standort des Tanzballs und begibt sich am Tag der Kür per Helikopter zur Feststätte um Prinzessin Rosalinda zu verschleppen. Da alle Debütantinnen auf dem festlichen Ball maskiert erscheinen, entführt Kane versehentlich die maskierte Carter, die diesen Irrtum jedoch nicht aufklärt um ihre mittlerweile unzertrennliche Freundin Rosalinda zu schützen. Durch dieses Ablenkungsmanöver kann Rosalinda (als Rosie) die Wahl zur Homecoming-Königin schließlich gewinnen. Währenddessen wird der General am Hubschrauberlandeplatz überraschend von Mitgliedern des Prinzessinnen Schutzprogrammes, darunter Major Mason, überrumpelt. Nach der Festnahme ihres Widersachers Kane kann Prinzessin Rosalinda wieder nach Costa Luna zurückkehren, wo sie in Anwesenheit ihrer besten Freunde aus Louisiana zur Königin gekrönt wird.

## Charaktere
Carter Mason (Selena Gomez) ist ein gewöhnlicher Teenager und hat einen Job im Angelshop ihres Vaters. Sie ist in Donny verliebt, bis sie am Ende merkt, dass sie jemand Besseren verdient hat. Ihre Freunde sind Ed und nach einer Weile auch Rosalinda. Ihre Feindinnen sind die Zicken Chelsea und Brooke.
Rosalinda Maria Montoya Fiore (Demi Lovato) ist die Prinzessin und werdende Königin von Costa Luna. Als ein böser Diktator in ihr Land eindringt, wird sie vom Prinzessinnen Schutzprogramm nach Louisiana geschickt, um dort in Sicherheit zu sein und nimmt den Decknamen Rosie Gonzales an. Im Laufe der Zeit freundet sie sich mit Carter und Ed an.
Major Mason (Tom Verica) gehört der Angelshop und ist der Vater von Carter. Er arbeitet außerdem für das Prinzessinnen Schutzprogramm.
Ed (Nicholas Braun) ist ein Freund von Carter und Rosalinda. Er ist außerdem in Carter verliebt und sein richtiger Name lautet Edwin.
Chelsea (Jamie Chung) ist eine zickige Mitschülerin von Carter. Sie will auf jeden Fall Homecoming-Königin werden. Ihre beste Freundin ist Brooke.
Brooke (Samantha Droke) ist die beste Freundin von Chelsea. Sie will ebenfalls Homecoming-Königin werden.
Sophia (Sully Diaz) ist die Mutter von Rosalinda.
General Magnus Kane (Johnny Ray Rodriguez) will der Herrscher von Costa Luna werden. Zuvor nahm er schon Costa Estrella ein.
Donny (Robert Adamson) ist ein Mitschüler von Carter, der sich am Anfang des Films ihren Namen nicht merken kann.

## Synchronisation
Die deutsche Synchronisation erfolgte durch die Firma FFS Film- & Fernseh-Synchron GmbH, München. Dialogregie führte Ursula von Langen, nach dem Dialogbuch von Stefan Sidak.
| Rolle                                          | Synchronsprecher        |
| ---------------------------------------------- | ----------------------- |
| Rosalinda Maria Montoya Fiore / Rosie Gonzales | Annina Braunmiller-Jest |
| Carter Mason                                   | Gabrielle Pietermann    |
| Donny                                          | Patrick Roche           |
| Major Mason                                    | Ole Pfennig             |
| Chelsea                                        | Maren Rainer            |
| Brooke                                         | Farina Brock            |
| Sophia                                         | Alisa Palmer            |
| General Magnus Kane                            | Gudo Hoegel             |
| Ed                                             | Roman Wolko             |
| Helen                                          | Susanne Wirtz           |

## Soundtrack
Die beiden Hauptdarstellerinnen, Demi Lovato und Selena Gomez, steuern den Song One And The Same zum Soundtrack bei. Außerdem hat Demi Lovato den Song Two Worlds Collide aufgenommen.

## Ausstrahlung und Veröffentlichung
Die DVD ist als Royal Extended Edition am 18. Juni 2009 erschienen. Darauf sind neben dem Film zwei Featurettes und das Musikvideo zu One And The Same enthalten.
| Fernsehsender      | Datum         | Zuschauer      |
| ------------------ | ------------- | -------------- |
| Disney Channel USA | 26. Juni 2009 | 8,5 Millionen  |
| Disney Channel     | 29. Mai 2009  | -              |
| ProSieben          | 14. Juni 2009 | 0,99 Millionen |